# Parantica tigrana
Parantica tigrana är en fjärilsart som beskrevs av Hans Fruhstorfer 1910. Parantica tigrana ingår i släktet Parantica och familjen praktfjärilar. Inga underarter finns listade i Catalogue of Life.